# Reprezentacja Belgii na Mistrzostwach Świata w Narciarstwie Klasycznym 2009
Reprezentacja Belgii na Mistrzostwach Świata w Narciarstwie Klasycznym 2009 liczyła 2 sportowców. Najlepszym wynikiem było 68. miejsce (Thorsten Langer) w biegu mężczyzn na 30 km.

## Medale

### Złote medale
Brak

### Srebrne medale
Brak

### Brązowe medale
Brak

## Wyniki

### Biegi narciarskie mężczyzn
Bieg na 30 km
- Thorsten Langer – 68. miejsce
- Stephan Langer – 70. miejsce